# Hertha Berliner Sport-Club 1984-1985
Questa voce raccoglie le informazioni riguardanti l'Hertha Berliner Sport-Club nelle competizioni ufficiali della stagione 1984-1985.

## Stagione
Nella stagione 1984-1985 l'Hertha Berlino, allenato da Uwe Kliemann, concluse il campionato di 2. Bundesliga al 14º posto. In Coppa di Germania l'Hertha Berlino fu eliminato agli ottavi di finale dal Bayer Leverkusen.

## Rosa
| N. |                     | Ruolo | Calciatore        |
| -- | ------------------- | ----- | ----------------- |
|    | Germania (bandiera) | P     | Norbert Henkel    |
|    | Germania (bandiera) | P     | Andreas Köpke     |
|    | Turchia (bandiera)  | D     | Bayram Cakal      |
|    | Germania (bandiera) | D     | Horst Ehrmantraut |
|    | Germania (bandiera) | D     | Heiko Meier       |
|    | Germania (bandiera) | D     | Edi Stöhr         |
|    | Germania (bandiera) | D     | Michael Sziedat   |
|    | Germania (bandiera) | D     | Dieter Timme      |
|    | Germania (bandiera) | D     | Hans Weiner       |
|    | Germania (bandiera) | D     | Wildmann          |
|    | Germania (bandiera) | D     | Frank Wormuth     |

| N. |                      | Ruolo | Calciatore          |
| -- | -------------------- | ----- | ------------------- |
|    | Turchia (bandiera)   | C     | Ayhan Bilek         |
|    | Germania (bandiera)  | C     | Jörg Blüthmann      |
|    | Germania (bandiera)  | C     | Hubert Clute-Simon  |
|    | Germania (bandiera)  | C     | Axel Fischer        |
|    | Germania (bandiera)  | C     | Uwe Kollmannsperger |
|    | Cile (bandiera)      | A     | Diego Castro        |
|    | Germania (bandiera)  | A     | Heikko Glöde        |
|    | Germania (bandiera)  | A     | Gregor Grillemeier  |
|    | Germania (bandiera)  | A     | Wolfgang Metzler    |
|    | Danimarca (bandiera) | A     | Søren Skov          |

## Organigramma societario
Area tecnica
- Allenatore: Uwe Kliemann
- Allenatore in seconda: Hans Eder
- Preparatore dei portieri:
- Preparatori atletici:

## Calciomercato

### Sessione estiva
| Acquisti | Acquisti           | Acquisti              | Acquisti |
| R.       | Nome               | da                    | Modalità |
| -------- | ------------------ | --------------------- | -------- |
| C        | Hubert Clute-Simon | Schalke 04            |          |
| C        | Axel Fischer       | Darmstadt             |          |
| A        | Gregor Grillemeier | Arminia Bielefeld     |          |
| P        | Andreas Köpke      | Charlottenburg        |          |
| D        | Michael Sziedat    | Eintracht Francoforte |          |
| D        | Hans Weiner        | Chicago Sting         |          |

| Cessioni | Cessioni         | Cessioni          | Cessioni |
| R.       | Nome             | a                 | Modalità |
| -------- | ---------------- | ----------------- | -------- |
| C        | Bernd Beck       | Kickers Offenbach |          |
| A        | Karl-Heinz Emig  | Darmstadt         |          |
| C        | Peter Kempa      | Ulma              |          |
| A        | Werner Killmaier | Zugo              |          |
| D        | Peter Nogly      | St. Pauli         |          |
| P        | Gregor Quasten   | Waldhof Mannheim  |          |
| D        | Ole Rasmussen    | Næstved           |          |

### Sessione invernale
| Acquisti | Acquisti | Acquisti | Acquisti |
| R.       | Nome     | da       | Modalità |
| -------- | -------- | -------- | -------- |

| Cessioni | Cessioni | Cessioni | Cessioni |
| R.       | Nome     | a        | Modalità |
| -------- | -------- | -------- | -------- |

## Risultati

### 2. Bundesliga

#### Girone di andata
| Norimberga 9 agosto 1984, ore 20:15 CEST 1ª giornata | Norimberga | 0 – 0 referto | Hertha Berlino | Städtisches Stadion (13 500 spett.)\| Arbitro: \| Werner \| |
| Arbitro:                                             | Werner     |               |                |                                                             |

| Arbitro: | Niebergall |

|                                     |           |                                 |
| Glöde 17’, 27’, 76’ Clute-Simon 80’ | Marcatori | 68’, 88’ Krnčević 86’ Abramczik |

| Arbitro: | Brehm |

|                        |           |  |
| Schulz 60’ Löffler 90’ | Marcatori |  |

| Arbitro: | Jupe |

|                      |           |            |
| Clute-Simon 51’, 72’ | Marcatori | 82’ Kuntze |

| Arbitro: | Assenmacher |

|                          |           |                     |
| Ackermann 74’ Merkle 86’ | Marcatori | 57’ Weiner 90’ Skov |

| Arbitro: | Bodmer |

|                                                                      |           |                                  |
| Schlegel 24’ (aut.) Grillemeier 59’ Clute-Simon 77’ Glöde 87’ (rig.) | Marcatori | 31’ Jambo 56’ Szesni 72’ Demange |

| Arbitro: | Amerell |

|           |           |  |
| Höfer 69’ | Marcatori |  |

| Arbitro: | Schäfer |

|                      |           |  |
| Grillemeier 44’, 69’ | Marcatori |  |

| Arbitro: | Bruch |

|            |           |                                |
| Wenzel 20’ | Marcatori | 8’ Clute-Simon 47’ Grillemeier |

| Arbitro: | Retzmann |

|                                                                      |           |           |
| Clute-Simon 34’ Kollmannsperger 35’ Grillemeier 75’ Glöde 84’ (rig.) | Marcatori | 26’ Wirtz |

| Arbitro: | Retzmann |

|                                         |           |  |
| Delzepich 28’ Stöhr 80’ (aut.) Ruof 88’ | Marcatori |  |

| Arbitro: | Mierswa |

|                                           |           |            |
| Glöde 18’ Clute-Simon 22’ Grillemeier 88’ | Marcatori | 19’ Kügler |

| Ulma 3 novembre 1984, ore 15:00 CET 13ª giornata | Ulma      | 0 – 0 referto | Hertha Berlino | Donaustadion (4 500 spett.)\| Arbitro: \| Kautschor \| |
| Arbitro:                                         | Kautschor |               |                |                                                        |

| Arbitro: | Dellwing |

|                                           |           |                           |
| Clute-Simon 21’ Glöde 66’ Grillemeier 90’ | Marcatori | 53’ (rig.), 75’ Jurgeleit |

| Arbitro: | Heitmann |

|                                |           |                      |
| Freiler 2’ Tilk 6’ Schanda 67’ | Marcatori | 17’, 56’ Clute-Simon |

| Berlino 17 novembre 1984, ore 15:00 CET 16ª giornata | Hertha Berlino | 0 – 0 referto | Darmstadt | Stadio Olimpico (7 600 spett.)\| Arbitro: \| Werner \| |
| Arbitro:                                             | Werner         |               |           |                                                        |

| Arbitro: | Vasel |

|           |           |                 |
| Horch 51’ | Marcatori | 81’ Grillemeier |

| Arbitro: | Diekert |

|                                 |           |                                 |
| Schwarz 38’ (rig.) Schmiedl 78’ | Marcatori | 50’ Grillemeier 78’ Ehrmantraut |

| Arbitro: | Broska |

|                                |           |                    |
| Ehrmantraut 9’ Clute-Simon 52’ | Marcatori | 28’ Gue 82’ Cobano |

#### Girone di ritorno
| Arbitro: | Pauly |

|  |           |                             |
|  | Marcatori | 6’ Eckstein 13’, 21’ Reuter |

| Arbitro: | Retzmann |

|                |           |                 |
| Struckmann 17’ | Marcatori | 66’ Grillemeier |

| Berlino 23 febbraio 1985, ore 19:00 CET 22ª giornata | Hertha Berlino | 0 – 0 referto | Friburgo | Stadio Olimpico (3 800 spett.)\| Arbitro: \| Wiesel \| |
| Arbitro:                                             | Wiesel         |               |          |                                                        |

| Arbitro: | Hontheim |

|             |           |  |
| Richter 77’ | Marcatori |  |

| Arbitro: | Huster |

|           |           |                             |
| Timme 45’ | Marcatori | 44’, 80’ Vollmer 84’ Remark |

| Saarbrücken 14 maggio 1985, ore 19:00 CEST 25ª giornata | Saarbrücken | 0 – 0 referto | Hertha Berlino | Ludwigsparkstadion (8 500 spett.)\| Arbitro: \| Broska \| |
| Arbitro:                                                | Broska      |               |                |                                                           |

| Arbitro: | Steffens |

|  |           |          |
|  | Marcatori | 34’ Hahn |

| Arbitro: | Dellwing |

|  |           |                      |
|  | Marcatori | 43’, 56’ Grillemeier |

| Arbitro: | Zimmermann |

|           |           |           |
| Glöde 71’ | Marcatori | 25’ Nogly |

| Arbitro: | Matheis |

|                                                           |           |           |
| Schneider 38’ Burgsmüller 66’, 85’ Dörmann 69’ Krella 82’ | Marcatori | 72’ Glöde |

| Berlino 3 aprile 1985, ore 19:30 CEST 30ª giornata | Hertha Berlino | 0 – 0 referto | Alemannia Aquisgrana | Stadio Olimpico (5 000 spett.)\| Arbitro: \| Neuner \| |
| Arbitro:                                           | Neuner         |               |                      |                                                        |

| Arbitro: | Schäfer |

|                                 |           |  |
| Drews 21’ Džoni 57’ Allievi 90’ | Marcatori |  |

| Arbitro: | Diekert |

|                                                 |           |            |
| Metzler 17’, 82’, 88’ Glöde 57’ Grillemeier 84’ | Marcatori | 83’ Zeller |

| Arbitro: | Kost |

|                                       |           |  |
| Jurgeleit 38’ Buschmann 68’ Hotić 90’ | Marcatori |  |

| Arbitro: | Huster |

|                                      |           |                                                |
| Grillemeier 60’ Clute-Simon 63’, 83’ | Marcatori | 3’ Freiler 32’ Friedmann 87’ (rig.) Schwickert |

| Arbitro: | Walz |

|                                 |           |          |
| Sánchez 67’ Labbadia 88’ (rig.) | Marcatori | 45’ Skov |

| Arbitro: | Osmers |

|                     |           |               |
| Kollmannsperger 15’ | Marcatori | 84’ Cestonaro |

| Arbitro: | Steffens |

|           |           |             |
| Stöhr 29’ | Marcatori | 54’ Sarroca |

| Arbitro: | Schütte |

|                               |           |  |
| Timme 41’ (aut.) Hartmann 88’ | Marcatori |  |

### Coppa di Germania
| Arbitro: | Wiesel |

|                 |           |  |
| Clute-Simon 34’ | Marcatori |  |

| Arbitro: | Zimmermann |

|                                                      |           |                                |
| Glöde 11’ Timme 66’ Ehrmantraut 99’ Clute-Simon 105’ | Marcatori | 24’, 106’ Kurtenbach 48’ Gores |

| Arbitro: | Barnick |

|  |           |                                      |
|  | Marcatori | 10’ Giske 26’, 33’ Waas 84’ Schreier |

## Statistiche

### Statistiche di squadra
| Competizione      | Punti | In casa | In casa | In casa | In casa | In casa | In casa | In trasferta | In trasferta | In trasferta | In trasferta | In trasferta | In trasferta | Totale | Totale | Totale | Totale | Totale | Totale | DR  |
| Competizione      | Punti | G       | V       | N       | P       | Gf      | Gs      | G            | V            | N            | P            | Gf           | Gs           | G      | V      | N      | P      | Gf     | Gs     | DR  |
| ----------------- | ----- | ------- | ------- | ------- | ------- | ------- | ------- | ------------ | ------------ | ------------ | ------------ | ------------ | ------------ | ------ | ------ | ------ | ------ | ------ | ------ | --- |
| 2. Bundesliga     | 35    | 19      | 8       | 8       | 3       | 36      | 27      | 19           | 2            | 7            | 10           | 14           | 32           | 38     | 10     | 15     | 13     | 50     | 59     | -9  |
| Coppa di Germania | -     | 3       | 2       | 0       | 1       | 5       | 7       | 0            | 0            | 0            | 0            | 0            | 0            | 3      | 2      | 0      | 1      | 5      | 7      | -2  |
| Totale            | 35    | 22      | 10      | 8       | 4       | 41      | 34      | 19           | 2            | 7            | 10           | 14           | 32           | 41     | 12     | 15     | 14     | 55     | 66     | -11 |

### Andamento in campionato
| Giornata  | 1  | 2 | 3  | 4 | 5 | 6 | 7 | 8 | 9 | 10 | 11 | 12 | 13 | 14 | 15 | 16 | 17 | 18 | 19 | 20 | 21 | 22 | 23 | 24 | 25 | 26 | 27 | 28 | 29 | 30 | 31 | 32 | 33 | 34 | 35 | 36 | 37 | 38 |
| --------- | -- | - | -- | - | - | - | - | - | - | -- | -- | -- | -- | -- | -- | -- | -- | -- | -- | -- | -- | -- | -- | -- | -- | -- | -- | -- | -- | -- | -- | -- | -- | -- | -- | -- | -- | -- |
| Luogo     | T  | C | T  | C | T | C | T | C | T | C  | T  | C  | T  | C  | T  | C  | T  | T  | C  | C  | T  | C  | T  | C  | T  | C  | T  | C  | T  | C  | T  | C  | T  | C  | T  | C  | C  | T  |
| Risultato | N  | V | P  | V | N | V | P | V | V | V  | P  | V  | N  | V  | P  | N  | N  | N  | N  | P  | N  | N  | P  | P  | N  | P  | V  | N  | P  | N  | P  | V  | P  | N  | P  | N  | N  | P  |
| Posizione | 10 | 5 | 10 | 9 | 7 | 4 | 9 | 6 | 5 | 3  | 6  | 3  | 5  | 4  | 4  | 5  | 6  | 5  | 5  | 6  | 7  | 7  | 7  | 7  | 7  | 9  | 7  | 8  | 8  | 8  | 11 | 7  | 10 | 10 | 12 | 12 | 13 | 14 |

Legenda:

Luogo: C = Casa; T = Trasferta. Risultato: V = Vittoria; N = Pareggio; P = Sconfitta.

### Statistiche dei giocatori
| Giocatore          | 2. Bundesliga | 2. Bundesliga | 2. Bundesliga | 2. Bundesliga | Coppa di Germania | Coppa di Germania | Coppa di Germania | Coppa di Germania | Totale   | Totale | Totale      | Totale     |
| Giocatore          | Presenze      | Reti          | Ammonizioni   | Espulsioni    | Presenze          | Reti              | Ammonizioni       | Espulsioni        | Presenze | Reti   | Ammonizioni | Espulsioni |
| ------------------ | ------------- | ------------- | ------------- | ------------- | ----------------- | ----------------- | ----------------- | ----------------- | -------- | ------ | ----------- | ---------- |
| A. Bilek           | 2             | 0             | 1             | 0             | 0                 | 0                 | 0                 | 0                 | 2        | 0      | 1           | 0          |
| J. Blüthmann       | 14            | 0             | 1             | 0             | 2                 | 0                 | 0                 | 0                 | 16       | 0      | 1           | 0          |
| B. Cakal           | 15            | 0             | 2             | 0             | 0                 | 0                 | 0                 | 0                 | 15       | 0      | 2           | 0          |
| D. Castro          | 22            | 0             | 0             | 0             | 2                 | 0                 | 1                 | 0                 | 24       | 0      | 1           | 0          |
| H. Clute-Simon     | 38            | 13            | 0             | 0             | 3                 | 2                 | 0                 | 0                 | 41       | 15     | 0           | 0          |
| H. Ehrmantraut     | 38            | 2             | 1             | 0             | 3                 | 1                 | 0                 | 0                 | 41       | 3      | 1           | 0          |
| A. Fischer         | 10            | 0             | 1             | 0             | 1                 | 0                 | 0                 | 0                 | 11       | 0      | 1           | 0          |
| H. Glöde           | 38            | 10            | 2             | 0             | 3                 | 1                 | 0                 | 0                 | 41       | 11     | 2           | 0          |
| G. Grillemeier     | 32            | 14            | 7             | 0             | 1                 | 0                 | 0                 | 0                 | 33       | 14     | 7           | 0          |
| N. Henkel          | 2             | 0             | 0             | 0             | 0                 | 0                 | 0                 | 0                 | 2        | 0      | 0           | 0          |
| U. Kollmannsperger | 31            | 2             | 1             | 0             | 3                 | 0                 | 1                 | 0                 | 34       | 2      | 2           | 0          |
| A. Köpke           | 36            | 0             | 0             | 0             | 3                 | 0                 | 0                 | 0                 | 39       | 0      | 0           | 0          |
| H. Meier           | 1             | 0             | 0             | 0             | 0                 | 0                 | 0                 | 0                 | 1        | 0      | 0           | 0          |
| W. Metzler         | 16            | 3             | 3             | 0             | 1                 | 0                 | 0                 | 0                 | 17       | 3      | 3           | 0          |
| S. Skov            | 25            | 2             | 8             | 1             | 2                 | 0                 | 2                 | 0                 | 27       | 2      | 10          | 1          |
| E. Stöhr           | 32            | 1             | 4             | 0             | 3                 | 0                 | 0                 | 0                 | 35       | 1      | 4           | 0          |
| M. Sziedat         | 18            | 0             | 3             | 0             | 2                 | 0                 | 0                 | 0                 | 20       | 0      | 3           | 0          |
| D. Timme           | 36            | 1             | 6             | 0             | 3                 | 1                 | 0                 | 0                 | 39       | 2      | 6           | 0          |
| H. Weiner          | 34            | 1             | 1             | 0             | 3                 | 0                 | 0                 | 0                 | 37       | 1      | 1           | 0          |
| W. Wildmann        | 0             | 0             | 0             | 0             | 1                 | 0                 | 0                 | 0                 | 1        | 0      | 0           | 0          |
| F. Wormuth         | 31            | 0             | 5             | 0             | 3                 | 0                 | 1                 | 0                 | 34       | 0      | 6           | 0          |